# La Coucourde
La Coucourde é uma comuna francesa na região administrativa de Auvérnia-Ródano-Alpes, no departamento de Drôme. Estende-se por uma área de 11,15 km². Em 2010 a comuna tinha 1 165 habitantes (densidade: 104,5 hab./km²).